# 全亞洲航空
亚洲航空长途公司 （AirAsia X，亚航长途，在馬來西亞簡稱亚航X） 是位於馬來西亞的低成本航空公司，由AirAsia X Bhd經營，前身為FlyAsianXpress Sdn Bhd。有別於亞洲航空直飞短途航线，亚洲航空长途公司專門飛航航程四小時以上的中長途航線，於2007年11月2日投入商業營運，首發航班是從吉隆坡飛往澳洲黃金海岸，飛行航點在亞洲和大洋洲。
亚洲航空长途公司獲得亞洲航空授權，以相同品牌名稱營運，使用同一個售票系統、飛機塗裝、員工制服和管理方法，大幅減低營運成本。

## 沿革與概要

### 前身：FlyAsianXpress
FlyAsianXpress（FAX）是一間總部設在馬來西亞砂拉越的航空公司，經營馬來西亞航空停飛的部分小航線。其航線後來由馬來西亞之翼航空接手。
FAX是Kamarudin Meranun、Raja Razali、Raja Azmi和东尼·费南德斯擁有的私人公司。亞洲航空將許多馬航撤出的東部國內航線外包給FAX經營，於2006年8月1日首航，儘管首航當天天氣惡劣，班機延誤 50 分鐘。當時，FAX並不是低成本航空公司，但採納了亞航部分經營特色以降低成本，包含網際網路和電話語音訂票，以及無紙本票券的登機手續系統。
FAX在營運期間飽受乘客、公務員及旅遊業者的批評。批評者認為，FAX是由馬來西亞政府資助營運，其以渦輪螺旋槳飛機投入的航線服務不應該比先前由馬來西亞航空經營的偏遠地區航線更加昂貴，而且成本管理以及服務品質極為不佳，例如臨時無預警地取消航班。砂拉越旅遊發展局的首席執行官還指出，內地的貨運航班時常中斷，造成遊客須自行攜帶食物前往內地旅遊，無法仰賴透過空運供應的食品和燃料。
2007年4月11日，FAX母公司的首席執行官東尼·費南德斯，宣布將FAX偏遠地區航線移交給附屬於馬來西亞航空的飛螢航空，表示這是「合乎邏輯的做法」，因為飛螢航空可以成為唯一以渦輪螺旋槳飛機投入服務的國營航空公司。2007年4月26日，當地政府宣布，馬來西亞航空將接手FAX的偏遠地區航線，任何的財務損失將由政府支應。馬來西亞航空宣布，2007年10月1日開始正式接手FAX的航點，由其設立的子公司馬來西亞之翼航空經營。
FAX的偏遠地區航線由馬來西亞之翼接手後，企業名稱從FlyAsianXpress Sdn Bhd變更為AirAsia X Sdn Bhd，投入低成本的長途航線市場。

### 亞洲航空长途公司

亞洲航空長途上一代標識，使用於2007年至2022年。

2007年1月5日，亞洲航空长途公司正式成立，目標鎖定國際的長途航線。5月17日，亞洲航空總裁東尼·费南德斯宣布吉隆坡飛往澳洲的航班計畫。費南德斯表示，由於雪梨機場服務費用過高，暫時不會選擇這個機場，則會選擇場站費用低廉的機場作為航點，例如墨爾本的阿瓦隆機場、Williamtown 的紐卡斯爾機場以及阿德萊德機場。來回票價含稅估計落在800令吉左右（285澳幣）。同時也表示，可能會選擇黃金海岸機場作為澳洲航線的目的地。
2007年8月10日，亞洲航空长途公司宣布有幾項重大發展。吉隆坡飛往黃金海岸的航線確認開航，此航線的單程票價從50馬幣（17澳幣）起跳，不含稅和相關費用，平均來回票價含稅及其他費用約為800馬幣（598澳幣）。
2007年8月，亞洲航空长途公司宣布理察·布蘭森爵士持有的維珍集團將購買20％的股份，協助長途航線的營運，並資助購買飛機的費用。布蘭森還表示，維珍澳洲航空和亞洲航空长途公司未來非常有可能建立正式的合作關係，包括代碼共享協議和飛行常客獎勵計劃。
2007年9月15日，首架亞洲航空长途公司客機抵達吉隆坡國際機場，被命名為「Semangat Sir Freddie」（意指「弗雷迪爵士精神」），向這位低成本模式的先驅和創始人致意。2008年2月，ORIX股份有限公司取得10%的股份。
2010年1月，亞洲航空长途公司宣布，計劃翻修其A330和A340客機座位。亞航长途首席執行官Azran Osman-Rani表示，商務艙會設置平躺座椅，票價會提高，但也強調其票價與一般航空經濟艙相同，相當具有競爭力。亞洲航空长途公司經濟艙機票價格將保持不變。改裝成本約10億美元。 
2011年6月，該航空公司獲得政府的批准，經營以下五個城市的空運服務：北京、上海、大阪、吉達、伊斯坦布尔和悉尼。
由於油價和機場附加稅過高，以及載客率表現不佳，亞洲航空长途公司於2012年3月31日，停飛德里、孟买、伦敦和巴黎等航線。2012年4月1日起，提供吉隆坡飛往雪梨的航班服務。悉尼航線公佈後不久，亞洲航空长途公司也希望在阿德萊德機場投入服務，拓展其在澳大利亞的營運規模。

### 股東
截至2008年2月14日，亞洲航空长途公司48%股份是由托尼·費爾南德斯和其他顯赫的馬來西亞人成立的合資企業Aero Ventures以及加拿大航空的罗伯特·米尔顿所持有。維珍集團和亞洲航空分別各持有16%的股份。總部位於巴林的馬納拉财团（Manara Consortium）與日本欧力士公司（ORIX）以2億5000萬令吉取得亞洲航空长途公司20%的股份。
2021年主要股东为Tune集團（17.8%）、亚洲航空集团（AirAsia Group Berhad，13.8%）、卡玛鲁丁·美拉伦（8.94%）、宝盛集团（Bank Julius Baer & Co. Ltd.，4.81%）及安东尼·弗朗西斯·费南德斯（2.69%）。

### 疫情影响
自2020年1月1日起，至2021年3月31日的5个季度累积，亞洲航空长途公司营业额有11亿6858万4000令吉；净亏损高达70亿860万4000令吉；2021年首季度的净亏损高达56亿7088万令吉，亏损比2020年1月至3月剧增9.3倍。除了最初级的员工，该公司旗下所有员工都将减薪，并计划裁员10%人力，及进一步削减航空相关营运成本。

## 航點
目前，亞洲航空长途公司的航班皆由吉隆坡出發。亞洲航空集團完整航點列表，可參見亞洲航空集團航點。
| 主要樞紐 | 季節航點 | 即將開辦 | 停飛航點 |

| 亞洲航空长途公司航點一覧表（2019年12月） | 亞洲航空长途公司航點一覧表（2019年12月） | 亞洲航空长途公司航點一覧表（2019年12月） | 亞洲航空长途公司航點一覧表（2019年12月） | 亞洲航空长途公司航點一覧表（2019年12月） | 亞洲航空长途公司航點一覧表（2019年12月） | 亞洲航空长途公司航點一覧表（2019年12月）                             | 亞洲航空长途公司航點一覧表（2019年12月） |
| 國家                                     | 城市                                     | IATA                                     | ICAO                                     | 機場                                     | 營運期間                                 | 備註                                                                 | 參考                                     |
| ---------------------------------------- | ---------------------------------------- | ---------------------------------------- | ---------------------------------------- | ---------------------------------------- | ---------------------------------------- | -------------------------------------------------------------------- | ---------------------------------------- |
|                                          | 阿德萊德                                 | ADL                                      | YPAD                                     | 阿德萊德機場                             | 2013 — 2015                              |                                                                      | [ 29 ] [ 30 ]                            |
|                                          | 黃金海岸                                 | OOL                                      | YBCG                                     | 黃金海岸機場                             | 2007－                                   |                                                                      |                                          |
|                                          | 墨爾本                                   | AVV                                      | YMAV                                     | 愛華隆機場                               | 2018－                                   |                                                                      | [ 31 ]                                   |
|                                          | 墨爾本                                   | MEL                                      | YMML                                     | 墨爾本機場                               | 2008－2018                               | 2018年12月5日起航班營運遷往愛華隆機場                                |                                          |
|                                          | 珀斯                                     | PER                                      | YPPH                                     | 珀斯機場                                 | 2008－                                   |                                                                      |                                          |
|                                          | 雪梨                                     | SYD                                      | YSSY                                     | 雪梨國際機場                             | 2012－                                   |                                                                      |                                          |
| 中国                                     | 北京                                     | PEK                                      | ZBAA                                     | 北京首都國際機場                         | 2012—                                    |                                                                      |                                          |
| 中国                                     | 成都                                     | CTU                                      | ZUUU                                     | 成都双流國際機場                         | 2009－                                   |                                                                      |                                          |
| 中国                                     | 重慶                                     | CKG                                      | ZUCK                                     | 重慶江北國際機場                         | 2015－2015 2016—                         | 2015年改由亞洲航空（AK班號）營運，2016年再度接手                     | [ 33 ] [ 34 ]                            |
| 中国                                     | 杭州                                     | HGH                                      | ZSHC                                     | 杭州蕭山國際機場                         | 2008－                                   |                                                                      |                                          |
| 中国                                     | 天津                                     | TSN                                      | ZBTJ                                     | 天津濱海國際機場                         | 2009－2012 2019－                        | 2012年航班服務遷移至北京；2019年復航                                 |                                          |
| 中国                                     | 上海                                     | PVG                                      | ZSPD                                     | 上海浦東國際機場                         | 2013－                                   |                                                                      | [ 35 ]                                   |
| 中国                                     | 武汉                                     | WUH                                      | ZHHH                                     | 武汉天河国际机场                         | 2017－2018                               |                                                                      | [ 36 ]                                   |
| 中国                                     | 西安                                     | XIY                                      | ZLXY                                     | 西安咸陽國際機場                         | 2014—                                    |                                                                      | [ 37 ]                                   |
| 中国                                     | 兰州                                     | LHW                                      | ZLLL                                     | 兰州中川国际机场                         | 2019—2020                                | 停飞                                                                 |                                          |
| 法國                                     | 巴黎                                     | OLY                                      | LFPO                                     | 巴黎-奧利機場                            | 2011－2012                               |                                                                      | [ 38 ] [ 39 ]                            |
| 印度                                     | 阿姆利則                                 | ATQ                                      | VIAR                                     | 拉姆達斯梓斯里大師國際機場               | 2018－                                   |                                                                      | [ 40 ]                                   |
| 印度                                     | 德里                                     | DEL                                      | VIDP                                     | 英迪拉·甘地國際機場                      | 2009－2012 2016－                        |                                                                      |                                          |
| 印度                                     | 齋浦爾                                   | JAI                                      | VIJP                                     | 齋浦爾機場                               | 2018－                                   |                                                                      | [ 41 ]                                   |
| 印度                                     | 孟買                                     | BOM                                      | VABB                                     | 贾特拉帕蒂·希瓦吉国际机场                | 2010－2012                               |                                                                      | [ 39 ]                                   |
| 伊朗                                     | 德黑兰                                   | IKA                                      | OIIE                                     | 伊玛目霍梅尼国际机场                     | 2010－? 2016－2018                       |                                                                      | [ 42 ]                                   |
| 印度尼西亞                               | 峇里島                                   | DPS                                      | WADD                                     | 伍拉·賴國際機場                          | 2018－                                   |                                                                      |                                          |
| 日本                                     | 福岡                                     | FUK                                      | RJFF                                     | 福岡機場                                 | 2019－                                   |                                                                      | [ 43 ]                                   |
| 日本                                     | 名古屋                                   | NGO                                      | RJGG                                     | 中部國際機場                             | 2014－2015                               |                                                                      | [ 44 ]                                   |
| 日本                                     | 大阪                                     | KIX                                      | RJBB                                     | 關西國際機場                             | 2011－                                   | 直飛班號延遠至檀香山；中停台北或直飛                                 |                                          |
| 日本                                     | 沖繩                                     | OKA                                      | ROAH                                     | 那霸國際機場                             | 2020－                                   | 中停台北或直飛                                                       |                                          |
| 日本                                     | 札幌                                     | CTS                                      | RJCC                                     | 新千歲機場                               | 2015－                                   |                                                                      | [ 45 ]                                   |
| 日本                                     | 東京                                     | HND                                      | RJTT                                     | 東京國際機場                             | 2010－                                   |                                                                      |                                          |
| 日本                                     | 東京                                     | NRT                                      | RJAA                                     | 成田國際機場                             | 2014－2015 2019－                        |                                                                      | [ 46 ] [ 47 ] [ 48 ]                     |
|                                          | 首爾                                     | ICN                                      | RKSI                                     | 仁川國際機場                             | 2010－                                   |                                                                      |                                          |
|                                          | 釜山                                     | PUS                                      | RKPK                                     | 金海國際機場                             | 2013－                                   |                                                                      | [ 49 ]                                   |
|                                          | 濟州                                     | CJU                                      | RKJJ                                     | 濟州國際機場                             | 2017－                                   | 2017年12月1日開航                                                    |                                          |
| 马来西亚                                 | 吉隆坡                                   | KUL                                      | WMKK                                     | 吉隆坡國際機場                           |                                          | 樞紐機場                                                             |                                          |
| 馬爾地夫                                 | 馬累                                     | MLE                                      | VRMM                                     | 易卜拉欣·納西爾國際機場                  | 2013 — 2014                              | 中停可倫坡或直飛                                                     | [ 50 ] [ 51 ]                            |
|                                          | 阿拉木圖                                 | ALA                                      | UAAA                                     | 阿拉木圖國際機場                         | 2024－                                   |                                                                      |                                          |
| 模里西斯                                 | 模里西斯                                 | MRU                                      | FIMP                                     | 西沃薩古爾·拉姆古蘭爵士國際機場          | 2016－2017                               |                                                                      |                                          |
|                                          | 奈洛比                                   | NBO                                      | HKJK                                     | 乔莫·肯雅塔国际机场                      | 2024－                                   |                                                                      |                                          |
| 尼泊尔                                   | 加德滿都                                 | KTM                                      | VNKT                                     | 特裡布萬國際機場                         | 2012－2018                               |                                                                      | [ 52 ]                                   |
| 新西兰                                   | 奧克蘭                                   | AKL                                      | NZAA                                     | 奧克蘭機場                               | 2016－2019                               | 中停黃金海岸                                                         | [ 53 ]                                   |
| 新西兰                                   | 基督城                                   | CHC                                      | NZCH                                     | 基督城國際機場                           | 2011－2012                               |                                                                      | [ 53 ]                                   |
| 沙烏地阿拉伯                             | 吉達                                     | JED                                      | OEJN                                     | 阿卜杜勒-阿齊茲國王國際機場              | 2013－                                   |                                                                      | [ 54 ]                                   |
| 沙烏地阿拉伯                             | 麥地那                                   | MED                                      | OEMA                                     | 穆罕默德·本·阿卜杜勒-阿齊茲親王國際機場  | 2016－                                   |                                                                      |                                          |
| 新加坡                                   | 新加坡                                   | SIN                                      | WSSS                                     | 樟宜國際機場                             | 2019－                                   |                                                                      | [ 55 ]                                   |
| 斯里蘭卡                                 | 可倫坡                                   | CMB                                      | VCBI                                     | 班達拉奈克國際機場                       | 2013－2015                               | 改由亞洲航空（AK班號）營運                                           | [ 50 ]                                   |
| 中華民國                                 | 台北                                     | TPE                                      | RCTP                                     | 臺灣桃園國際機場                         | 2009－                                   | 2019年1月30日起部分班號延遠至大阪；2020年1月22日起部分班號延遠至沖繩 |                                          |
| 中華民國                                 | 高雄                                     | KHH                                      | RCKH                                     | 高雄國際機場                             | 2018－2018                               | 2018年4月從亞洲航空（AK班號）接手營運，同年8月再度轉由AK營運         |                                          |
| 阿联酋                                   | 阿布達比                                 | AUH                                      | OMAA                                     | 阿布扎比國際機場                         | 2009－2010                               |                                                                      | [ 56 ]                                   |
| 英国                                     | 倫敦                                     | LGW                                      | EGKK                                     | 蓋特威克機場                             | 2011－2012                               |                                                                      | [ 57 ] [ 39 ]                            |
| 英国                                     | 倫敦                                     | STN                                      | EGSS                                     | 斯坦斯特德機場                           | 2009－2011                               |                                                                      | [ 58 ] [ 39 ]                            |
| 美国                                     | 檀香山                                   | HNL                                      | PHNL                                     | 檀香山國際機場                           | 2017－                                   | 中停大阪                                                             | [ 59 ]                                   |

## 服務
亞航X所售出的機票只包含機位，其餘服務必須付費取得：
- 行李託運額度：旅客可選擇20至40公斤的託運額度，但在機場櫃台現場只能購買20公斤。事先於網路上購買可享有大幅折扣，行李超重將以公斤數計算。
- 機上餐點：有多國料理選擇，包含馬來西亞式、中式、日式、韓式料理等，此外也提供素食餐點及兒童餐。事先於網路購買的費用也較低廉。
- 座位：由電腦自動分配，指定座位必須付費。如果選擇腳部空間較大的「熱選座位」（Hot Seat）或能全平躺的「高級平躺」艙（Premium Flatbed Class）座位，則需付更高的費用。
- 舒適用品：毛毯、枕頭及眼罩以套裝販售。
- 機上娛樂：除紐西蘭、尼泊爾、沙烏地阿拉伯和美國航線外，其餘所有航線均提供10.1吋平板租借服務，已預先載入音樂、電影、電視節目和遊戲。[60]。

### 豪華平躺座位
亞航X所有航班皆設有「豪華平躺座位」，即商務艙，為180度平躺座位。費用約為經濟艙的2至3倍，包含以下服務：
- 40公斤行李託運額度
- AirAsia Premium Red Lounge
- 餐點一份
- 優先報到、登機及領取行李
- 免費指定座位
- 機上使用毛毯及枕頭

## 機隊

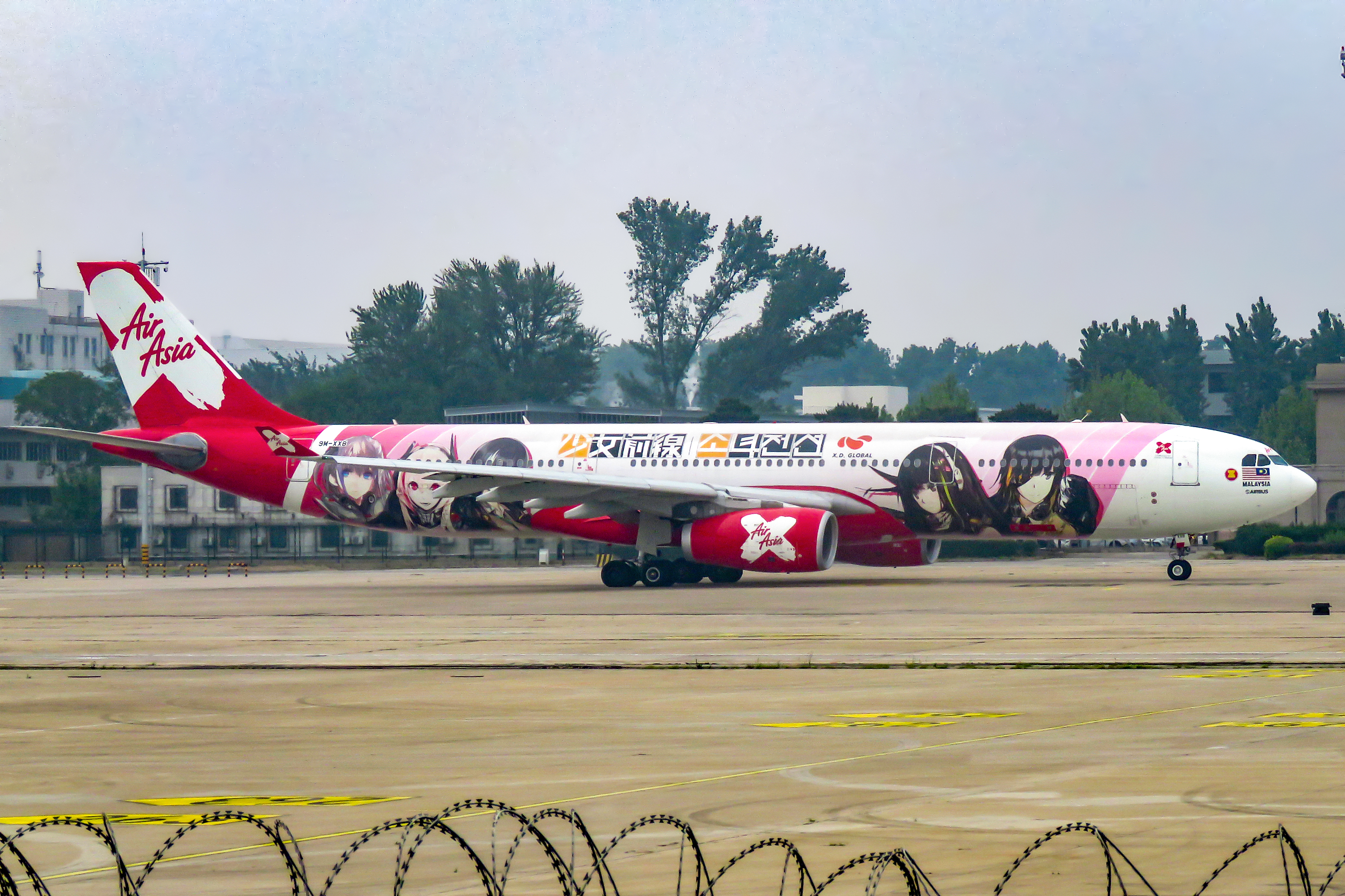
亞洲航空长途空中巴士A330-300客機在北京首都國際機場

### 現役
截至2021年5月，亞洲航空长途公司的機隊如下：

### 退役

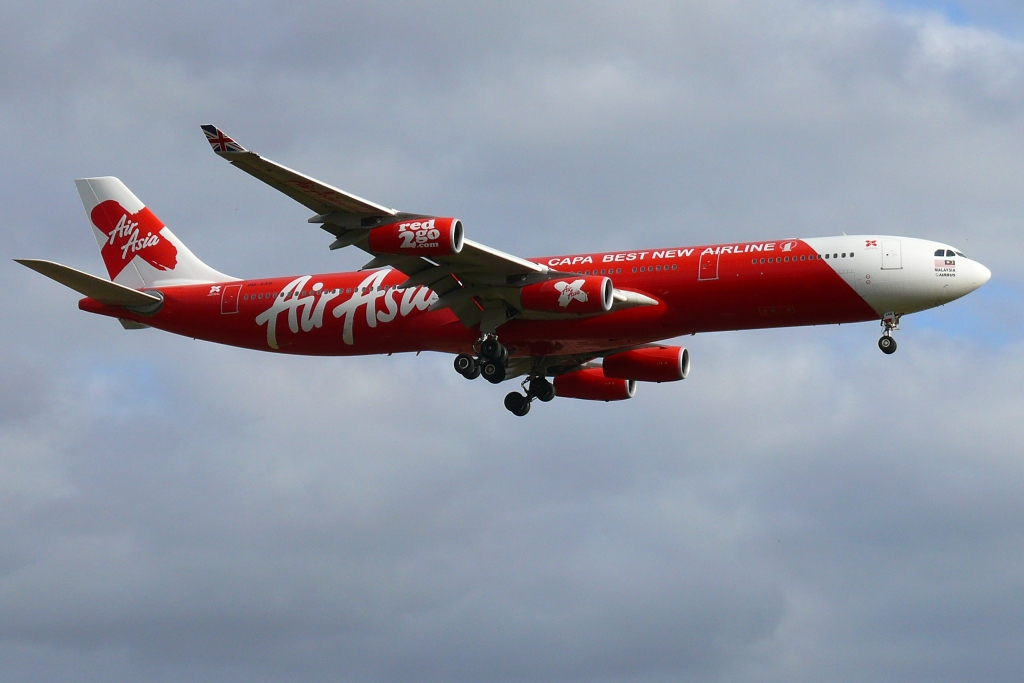
亞洲航空长途空中巴士A340-300客機於倫敦斯坦斯特德機場進場中，2009年

- 空中巴士A340-300：該公司曾營運兩架空中巴士A340-300，其中一架已報廢，另一架賣給漢莎技術（英语：Lufthansa Technik）。經過8年的營運，兩者都於2015年離開機隊。[68]